# Paranisitra diluta
Paranisitra diluta är en insektsart som beskrevs av Andrej Vasiljevitj Gorochov 2009. Paranisitra diluta ingår i släktet Paranisitra och familjen syrsor. Inga underarter finns listade i Catalogue of Life.